# António Reis (professor)
António Fernando Marques Ribeiro Reis GOL (Lisboa, 9 de maio de 1948) é um professor universitário, político e franco-mação português, que foi docente na Faculdade de Ciências Sociais e Humanas da Universidade Nova de Lisboa até 2009. Ocupou o cargo de Grão-Mestre do Grande Oriente Lusitano - Maçonaria Portuguesa entre 2005 e 2011.

## Biografia social e política
Dirigente do movimento estudantil, tornou-se militante activo da Oposição Democrática ao regime salazarista pelo que foi perseguido pelas suas actividades. 
Foi co-fundador do Partido Socialista e redactor da Revista Seara Nova de 1969 a 1974. Mais tarde, foi Director-Adjunto da Revista de Reflexão e Crítica Finisterra. 
Como oficial miliciano, participou na preparação e execução da operação militar que pôs termo à Ditadura em 25 de Abril de 1974, tendo integrado o destacamento da Escola Prática de Administração Militar que ocupou os estúdios da RTP, onde regressou em 1985 como Director-Adjunto de Programas Culturais, cargo que exerceu durante dois anos. 
Antes disso, foi membro do Conselho de Imprensa, entre 1980 e 1982, e posteriormente à sua passagem pela RTP foi membro da Alta Autoridade para a Comunicação Social, entre 1991 e 1994. 
Integra actualmente o comité de especialistas escolhido pelo Parlamento Europeu para orientar a criação da futura Casa da História Europeia.

## Biografia académica
Licenciado em Filosofia pela Universidade de Friburgo (Suíça).
Doutorado em História, especialidade História Cultural e das Mentalidades Contemporâneas pela Faculdade de Ciências Sociais e Humanas da Universidade Nova de Lisboa, com uma dissertação intitulada Raúl Proença – Biografia de um Intelectual Político Republicano.
Professor Auxiliar da Faculdade de Ciências Sociais e Humanas da Universidade Nova de Lisboa, aposentado desde Setembro de 2009.
Responsável pelo Seminário de História Cultural e das Mentalidades do Mestrado de História Contemporânea (secção século XX).
Presidente do Instituto de História Contemporânea da Faculdade de Ciências Sociais e Humanas da Universidade Nova de Lisboa, de 1993 a 1995.
Vice-Presidente do Instituto de História Contemporânea da Faculdade de Ciências Sociais e Humanas da Universidade Nova de Lisboa.
A 25 de abril de 2004, por ocasião das Comemorações do 30.° Aniversário da Revolução dos Cravos, foi agraciado com o grau de Grande-Oficial da Ordem da Liberdade.

## Funções políticas
Após o 25 de Abril de 1974, desempenhou vários cargos políticos: 
- Deputado à Assembleia Constituinte;
- Deputado na Assembleia da República (1976-1983 nas 1ª, 2ª, e 3ª legislaturas) e de 1995-2002 (7ª e 8ª legislaturas), nas quais foi Vice-Presidente do Grupo Parlamentar do Partido Socialista, Presidente da Comissão Parlamentar de Ética e Presidente da Delegação portuguesa à Assembleia da OSCE;
- Fez parte do II Governo Constitucional (1978) como Secretário de Estado da Cultura, liderado por Mário Soares.

## Funções maçónicas
- Iniciado em 1997;[1]
- Mestre da R∴L∴ Estrela d'Alva;
- Grão-Mestre do Grande Oriente Lusitano - Maçonaria Portuguesa, de 2005 a 2011[5] (reeleito para um segundo mandato em 8 de junho de 2008[6]).[7]

## Obra Públicada[5]
- O Marxismo e a Revolução Portuguesa, Edições Portugal Socialista, Lisboa, 1979;
- Portugal Contemporâneo (1820-1992), Seis volumes, Publicações Alfa, Lisboa, 1990-1993 (Direcção e Co-autoria);
- Portugal: Vinte Anos de Democracia, Círculo de Leitores, Lisboa, 1994 (Coordenação e Co-autoria);
- Mediateca do Século XX, Lexicultural, Lisboa, 1998 (direcção e co-autoria da versão portuguesa);[3][8]
- Portugal: Ano 2000, Círculo de Leitores, Lisboa, 2000 (Coordenação e Co-autoria);
- Raúl Proença - Biografia de um Intelectual Político Republicano, Imprensa Nacional - Casa da Moeda, Lisboa, 2003;
- As Grandes Correntes Políticas e Culturais do Século XX, Lisboa, Colibri/Instituto de História Contemporânea, 2003, (Coordenação).